# Cebu
Cebu (/seɪˈbuː/; tiếng Cebu: Lalawigan sa Sugbu; tiếng Filipino: Lalawigan ng Cebu) là một tỉnh thuộc vùng Trung Visayas của Philippines. Tỉnh Cebu gồm có một đảo chính và 167 đảo xung quanh. Thủ phủ của tỉnh Cebu là thành phố Cebu, đây là thành phố cổ nhất Philippines và là thủ đô đầu tiên của đảo quốc, song hiện nay thành phố độc lập về mặt chính trị với chính quyền cấp tỉnh. Vùng đô thị Cebu được tạo thành từ bảy thành phố liền kề nhau. Sân bay quốc tế Mactan-Cebu nằm trên đảo Mactan là sân bay nhộn nhịp thứ nhì tại Philippines.
Cebu là một trong những tỉnh phát triển nhất tại Philippines, vùng đô thị Cebu là vùng đô thị lớn thứ nhì toàn quốc và thành phố Cebu là trung tâm lớn về thương nghiệp, giáo dục và công nghiệp tại Visayas. Thành phố đã chuyển đổi thành một trung tâm ở quy mô toàn cầu về vận tải biển, đồ nội thất, du lịch và công nghiệp nặng.

## Lịch sử
Tên gọi "Cebu" bắt nguồn từ tiếng Cebu cổ là sibu hay sibo ("buôn bán"), một dạng tắt của sinibuayng hingpit ("nơi buôn bán"). Ban đầu nó được dùng cho bến cảng của thị trấn Sugbu, tên cổ của thành phố Cebu. Từ thế kỷ 13 đến thế kỷ 16, các thương nhân từng dịch tên thành phố là Sebu, Sibuy, Zubu, hay Zebu, và các tên khác. Sugbu bắt nguồn từ thuật ngữ tiếng Cebu cổ nghĩa là "tiêu thổ" hay "cháy lớn".
Vương quốc Cebu bản địa tồn tại trên đảo trước khi người Tây Ban Nha đến. Vương quốc do Sri Lumay hay còn gọi là Rajamuda Lumaya lập nên, ông là một hoàng tử lai Mã Lai-Tamil của Vương triều Chola từng xâm chiếm Sumatra tại Indonesia. Ông được Maharajah cử đi lập một căn cứ cho lực lượng viễn chinh nhằm khuất phục các vương quốc bản địa, song ông lại làm phản và lập một vương quốc độc lập cho mình.

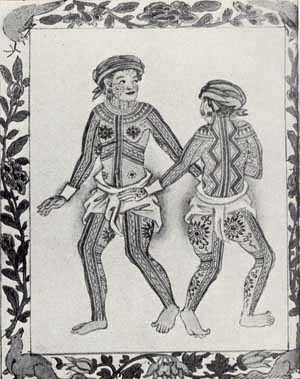
Minh hoạ của Pigafetta về người Cebu trong cuộc khám phá.

Nhà thám hiểm người Bồ Đào Nha Ferdinand Magellan đến Cebu vào năm 1521, bắt đầu thời kỳ người Tây Ban Nha khám phá và thuộc địa hoá Philippines. Khi đến thành phố Cebu, Magellan kết bạn với Quốc vương Cebu Rajah Humabon, và thuyết phục người bản địa liên minh với Tây Ban Nha. Magellan sau đó biết về quốc vương tại đảo Mactan lân cận là Datu Lapu-Lapu, vốn đối địch với Cebu và hai bên được cho là tranh giành quyền kiểm soát mậu dịch trong khu vực. Đến tháng 4, trận Mactan diễn ra, kết quả là người Tây Ban Nha bị đánh bại và Magellan bị người Mactan giết.
Năm 1564, các nhà thám hiểm Tây Ban Nha dưới quyền Miguel López de Legazpi đi từ Mexico và đến Cebu vào năm 1565, và lập ra một thuộc địa. Người Tây Ban Nha chiến đấu với Quốc vương Rajah Tupas và chiếm lĩnh được lãnh thổ của ông. Người Tây Ban Nha lập ra các khu định cư, và hoạt động mậu dịch trở nên phát đạt. Cebu là khu định cư châu Âu đầu tiên do các nhà chinh phục Tây Ban Nha lập ra tại Philippines. Năm 1595, Đại học San Carlos được thành lập và đến năm 1860, Cebu mở cửa các cảng biển cho ngoại thương. Năm 1898, Philippines được Tây Ban Nha được nhượng cho Hoa Kỳ sau Chiến tranh Tây Ban Nha–Mỹ và Chiến tranh Hoa Kỳ-Philippines. Đến năm 1937, Cebu được các chính trị gia Philippines cai quản một cách độc lập.
Cebu giữ vai trò là một căn cứ của Nhật Bản trong thời gian họ chiếm đóng Philippines trong Chiến tranh thế giới thứ hai. Các hoạt động kháng Nhật diễn ra tại Cebu từ tháng 4 năm 1942 cho đến khi kết thúc chiến tranh. Tháng 3 năm 1945, liên quân Philippines và Hoa Kỳ đổ bộ và tái chiếm Cebu trong chiến dịch giải phóng Philippines.

## Địa lý
Cebu nằm về phía đông của đảo Negros, về phía tây của đảo Leyte và Bohol. Tỉnh gồm có đảo Cebu cùng với 167 đảo nhỏ như Mactan, Bantayan, Malapascua, Olango và quần đảo Camotes. Tuy nhiên, các thành phố đô thị hoá cao độ là Cebu, Lapu-Lapu và Mandaue là các thành phố độc lập và không nằm dưới quyền giám sát của chính quyền cấp tỉnh, song thường được gộp lại với tỉnh vì mục đích địa lý và thống kê. Diện tích đất liền của tỉnh Cebu là 4.944 kilômét vuông (1.909 dặm vuông Anh), nếu tính cả các thành phố độc lập nhằm mục đích về địa lý thì tổng diện tích là 5.342 kilômét vuông (2.063 dặm vuông Anh).
Đảo Cebu có hình dạng dài và hẹp, trải dài 196 kilômét (122 mi) từ bắc xuống nam và 32 kilômét (20 mi) tại điểm rộng nhất. Đảo có các bờ biển hẹp, cao nguyên đá vôi và đồng bằng ven biển. Cebu cũng có các vùng đồi lượn sóng và dãy núi gồ ghề đi qua phần phía bắc và phía nam của đảo. Đảo có diện tích 4.468 kilômét vuông (1.725 dặm vuông Anh), và là đảo lớn thứ 9 tại Philippines. Đảo có 3,5 triệu cư dân, trong đó 2,3 triệu người sống trong vùng đô thị Cebu.
Các núi cao nhất trên đảo Cebu có độ cao trên 1.000 mét (3.300 ft). Tuy vậy, có thể tìm thấy các mảnh đất bằng phẳng trong thành phố Bogo và các thị trấn San Remigio, Medellin và Daanbantayan tại phần phía bắc của đảo. Xung quanh đảo Cebu có các bãi biển, rạn san hô và ngư trường phong phú. Người ta phát hiện được than đá tại Cebu vào năm 1837, có 15 địa điểm trên khắp đảo song quan trọng nhất là tại Licos và Camansi phía tây của Compostela và Danao.
Cebu có khí hậu nhiệt đới với hai mùa là mùa khô và mùa mưa. Khí hậu khô và nóng trong hầu hết thời gian trong năm, thỉnh thoảng có các cơn mưa từ tháng 6 đến tháng 12. Tỉnh Cebu thường đón bão một lần mỗi năm hoặc không. Miền bắc của Cebu có mưa nhiều hơn và đón bão nhiều hơn miền nam Cebu do có khí hậu khác biệt. Bão Haiyan năm 2013 làm chết 73 người và làm bị thương 348 người khác tại miền bắc Cebu. Nhiệt độ tại Cebu có thể cao đến 36 °C (97 °F) từ tháng 3 đến tháng 5, và xuống đến 18 °C (64 °F) tại các vùng núi vào mùa mưa. Nhiệt độ trung bình là khoảng 24 đến 34 °C (75 đến 93 °F), và không chênh lệch nhiều ngoài trừ và tháng 5, tức tháng nóng nhất trong năm. Độ ẩm trung bình của Cebu là 70–80%.

## Nhân khẩu
Dân số tỉnh Cebu theo điều tra vào năm 2015 là 2.938.982 người, mật độ dân số đạt 590 người/km². Nếu tính cả các thành phố độc lập là thành phố Cebu (922.611), Lapu-Lapu (408.112) và Mandaue (362.654) thì tổng dân số là 4.632.359 người, mật độ dân số đạt 870 người/km². Cư dân Trung Visayas có kết cấu trẻ, chân của tháp tuổi rất rộng kể từ năm 1970 song đang thu hẹp. Năm 2010, tuổi trung bình trong tỉnh là 23 tuổi, con số này cao hơn so với 20,8 tuổi vào năm 2000.
Tiếng Cebu được nói tại Cebu cùng với nhiều khu vực khác tại Visayas như Bohol, Siquijor, phần phía tây Leyte, Biliran và Negros (đặc biệt là tại Negros Oriental), cũng như phần lớn các tỉnh tại Mindanao. Tại quần đảo Camotes, đặc biệt là tại Poro, cư dân nói ngôn ngữ Visayas riêng của họ.
Đa số cư dân tỉnh Cebu là tín đồ Công giáo La Mã với 95%. Ngoài ra, còn có một số người theo Hồi giáo, Phật giáo và Ấn Độ giáo. Cebu là trung tâm của đức tin Công giáo Philippines do là thành phố Cơ Đốc đầu tiên, thủ đô đầu tiên của Đông Ấn Tây Ban Nha, là nơi hình thành Cơ Đốc giáo và Giáo hội Philippines. Giáo hoàng Gioan Phaolô II từng phát biểu tại Cebu rằng đảo là nơi khai sinh của Cơ Đốc giáo tại Philippines

## Hành chính
Thành phố
- Thành phố Bogo
- Thành phố Carcar
- Thành phố Danao
- Thành phố Naga
- Thành phố Talisay
- Thành phố Toledo

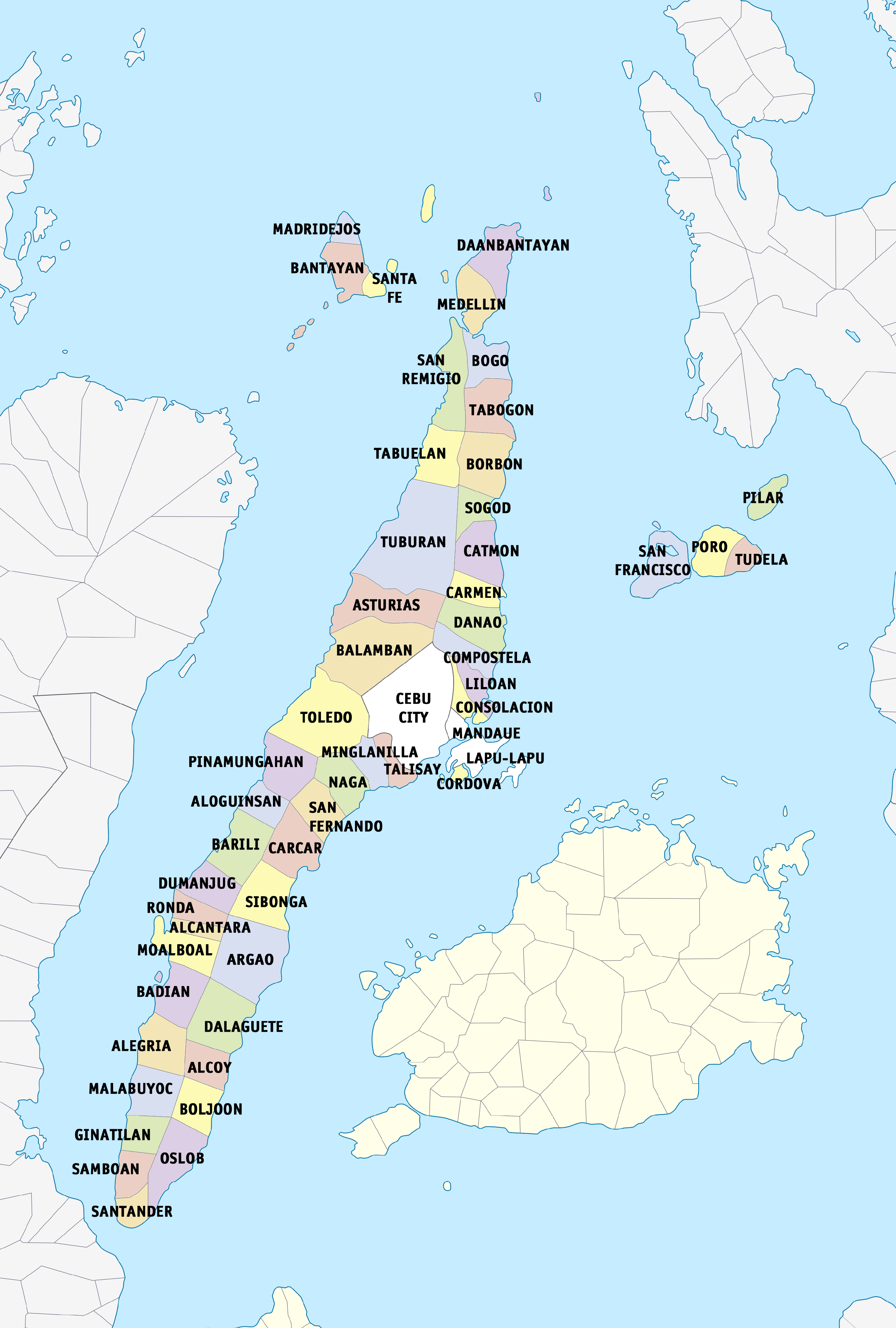

Các thành phố Cebu, Lapu-Lapu và Mandaue là các thành phố độc lập và không nằm dưới quyền quản lý của tỉnh.
Đô thị tự trị
| - Alcantara - Alcoy - Alegria - Aloguinsan - Argao - Asturias - Badian - Balamban - Bantayan - Barili - Boljoon | - Borbon - Carmen - Catmon - Compostela - Consolacion - Cordova - Daanbantayan - Dalaguete - Dumanjug - Ginatilan - Liloan | - Madridejos - Malabuyoc - Medellin - Minglanilla - Moalboal - Oslob - Pilar - Pinamungahan - Poro - Ronda - Samboan | - San Fernando - San Francisco - San Remigio - Santa Fe - Santander - Sibonga - Sogod - Tabogon - Tabuelan - Tuburan - Tudela |